# Busuu.com
busuu ist ein soziales Netzwerk zum Sprachenlernen, auf dem Nutzer sich gegenseitig dabei helfen können, ihre Sprachfertigkeiten zu verbessern. Die Website bietet audiovisuelles Lernmaterial in derzeit 14 Sprachen an: Englisch, Spanisch, Französisch, Deutsch, Italienisch, Brasilianisches Portugiesisch, Polnisch, Türkisch, Russisch, Arabisch, Japanisch und Chinesisch. Lernende können ein Profil anlegen, eine oder mehrere dieser Sprachen zu ihrem Lernportfolio hinzufügen, sich in ihrem eigenen Tempo durch die Lektionen arbeiten und ihren Fortschritt verfolgen.

## Ursprung des Namens
Busuu ist eine in Kamerun gesprochene Sprache. Laut einer ethnologischen Studie aus den 1980er-Jahren waren zu jener Zeit nur noch acht Personen in der Lage, diese Sprache zu sprechen.
busuu.com startete im Herbst 2010 eine Kampagne zur Rettung der Sprache Busuu. Dazu wurde ein Musikvideo mit den letzten acht Busuu-Sprechern aufgenommen. Zusätzlich wurde eine eigene Seite erstellt, auf der Benutzer kostenlos ihren eigenen Song auf Busuu aufnehmen konnten. Das Sprachlernportal stellte zudem die ersten audiovisuellen Lerneinheiten in dieser Sprache kostenlos zur Verfügung.

## Konzept
busuu.com ist eine Web-2.0-Website, die von einem Startup-Unternehmen ursprünglich mit Sitz in Madrid, welcher sich nunmehr in London befindet, betrieben wird. Sie richtet sich an Benutzer, die Sprachen lernen oder bereits vorhandene Sprachkenntnisse verbessern wollen. Die Seite bietet multimediale Lernmaterialien sowie eine Online-Community von Muttersprachlern zur Nutzung der Tandem-Sprachlernmethode über eine integrierte Videochat-Funktion. Jeder Nutzer ist somit nicht nur „Student“, sondern auch „Lehrer“ seiner eigenen Muttersprache.
Kurse basieren auf dem Europäischen Referenzrahmen (CEFR) und decken die Niveaus A1, A2, B1 und B2 ab. Jeder Kurs ist unterteilt in Lerneinheiten, die mehr als 150 Themen des täglichen Lebens abdecken. Mitglieder profitieren von verschiedenen Arten von Materialien für jede Lektion, wie zum Beispiel Vokabeln und Schlüsselsätze, Dialoge, Audios, Podcasts und PDFs. Im Laufe ihres Lernprozesses können Nutzer ihren Fortschritt anhand von kleinen Wiederholungen testen.

## Preise und Auszeichnungen
busuu.com beteiligte sich am von der UNESCO ausgelobten Internationalen Jahr der Sprachen 2008 und startete im September 2008 eine Kampagne zur Rettung von Silbo Gomero, einer auf Pfeiflauten basierenden Sprache von den Kanarischen Inseln. Diese Kampagne gewann den Silbernen Löwen auf dem Cannes Lions International Advertising Festival. Im September 2009 nahm die UNESCO Silbo Gomero in das Weltkulturerbe der Menschheit auf.
Im September 2009 erhielt busuu.com das Europäische Sprachensiegel, welches an innovative Projekte im Bereich des Sprachenlernens geht. Dieser Preis wird von der Europäischen Kommission koordiniert und jedes Jahr von verschiedenen Mitgliedsstaaten vergeben.
Im November 2012 gewann busuu.com beim Seven Ventures Pitch Day sowohl den Jury-Preis als auch den Publikumspreis. Der Pitch wurde von der ProSiebenSat.1 Media AG veranstaltet und ist mit einem Mediavolumen von sieben Millionen Euro dotiert, davon vier Millionen Euro für den Gewinner. Der Publikumspreis besteht aus einem Beratungspaket im Wert von 600.000 Euro.

## Entwicklung
Die Nutzung von busuu.com ist weitgehend kostenfrei möglich. Nach dem Verlassen des Beta-Status im Februar 2009 wurde eine kostenpflichtige Premiummitgliedschaft eingeführt, die zusätzliche Funktionen bietet. Premiummitglieder erhalten Zugang zu zusätzlichen Lernmaterialien sowie umfangreicheren Serviceleistungen.
Die Technik basiert auf dem Drupal-Framework. busuu.com verfügt ebenfalls über ein einfach zu bedienendes Interface mit einem interaktiven Dashboard, welches sich verändert, sobald die Sprachfertigkeiten sich verbessern und anwachsen, was als der busuu Sprachgarten angesehen wird.
Die Website bietet zudem iPhone/iPad- und Android-Apps in zwei verschiedenen Modellen an, als Sprachlern- und Reisepakete. Erstere liefern Lektionen in allen Niveaus von A1 bis B2 an. Die Reisepakete enthalten Sätze und Redewendungen für die typischen Alltagssituationen im Urlaub, darunter Situationen im Hotel oder zum Beispiel Restaurant.
Seit September 2011 gibt es als neuestes Produkt einen kostenpflichtigen Businesskurs in englischer und spanischer Sprache.
Im Oktober 2012 konnte Busuu im Rahmen einer Serie-A-Finanzierungsrunde 3,5 Millionen Euro durch PROfounders Capital und einige nicht näher genannte Privatinvestoren einsammeln. Die Summe soll zum weiteren Ausbau des internationalen Marktes sowie zur Optimierung der Dienste des Netzwerkes verwendet werden.
2021 wurde Busuu von der US-Bildungstechnologiefirma Chegg um 385 Millionen Euro übernommen.